# 挺舉

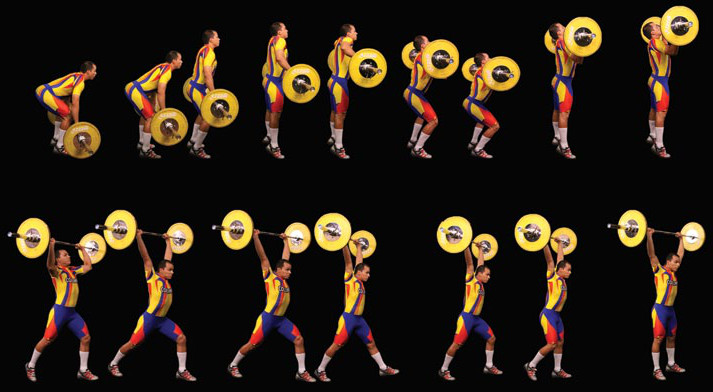
图中显示了挺舉時的各種動作

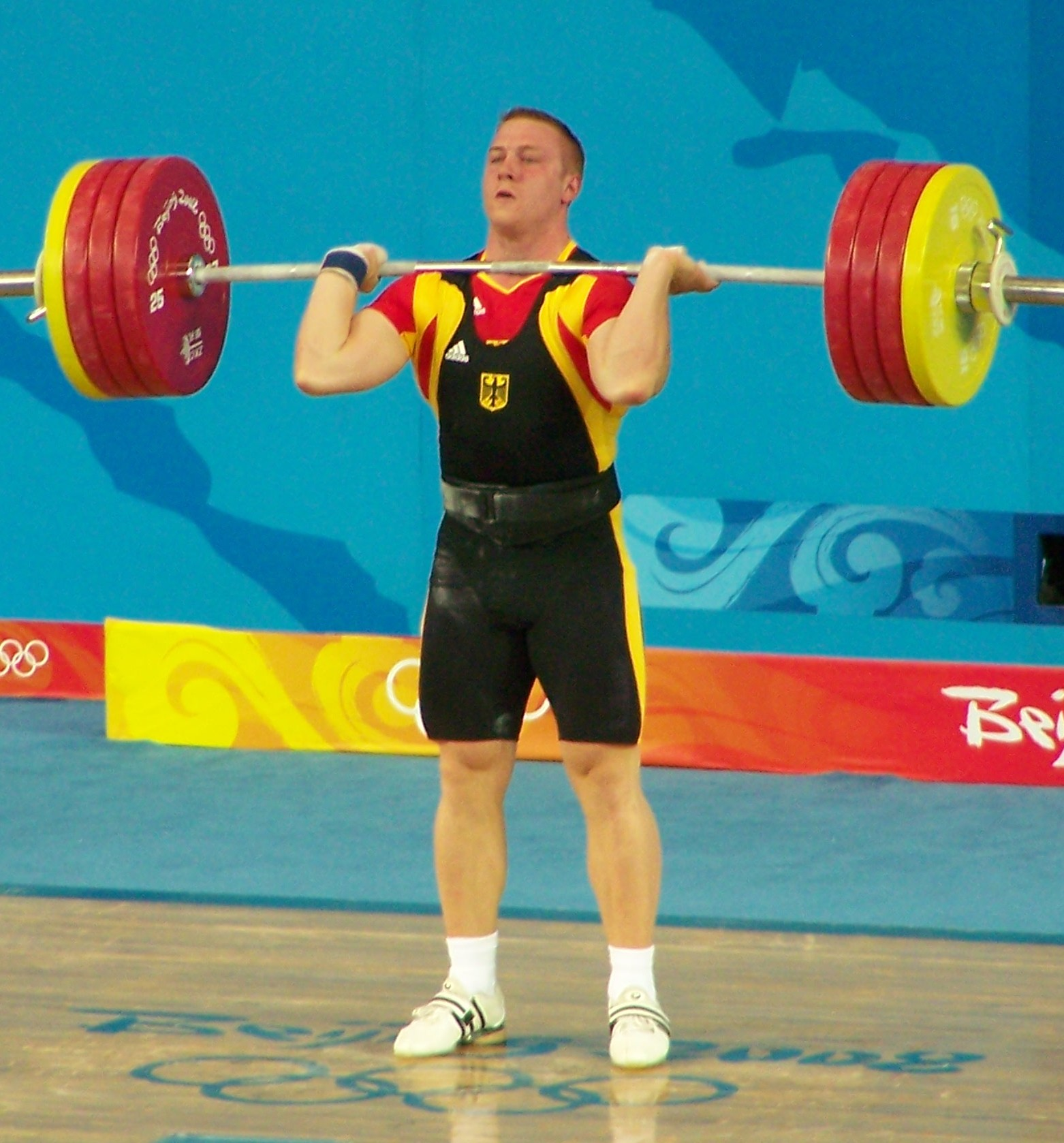
提鈴至胸

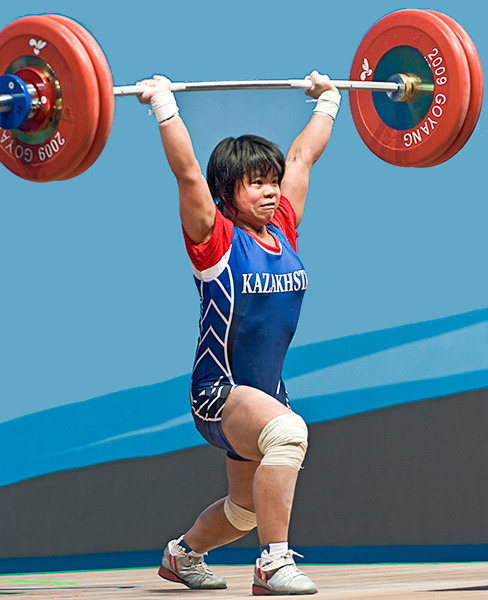
上舉

挺舉是舉重運動中两个举重动作的组合。在挺舉过程中，举重者先将杠铃从地面上舉起到三角肌的位置，這是第一步（提鈴至胸）。之後举重運動員再将杠铃举到头顶上方的固定位置，這是第二步（上舉）。
夏季奧林匹克運動會舉重比賽中有包括挺舉和抓舉二種不同的舉重運動。